# Col bastone
Col bastone è un singolo del cantautore italiano Marco Forieri pubblicato il 6 ottobre 2020, a tre anni dall'uscita dell'album Furiology.

## Tracce
Testi e musiche di Marco Forieri.
1. Col bastone – 3:05